# Komarîn, Kremeneț
Komarîn (în ucraineană Комарин) este un sat în comuna Starîi Taraj din raionul Kremeneț, regiunea Ternopil, Ucraina.

## Demografie
Componența lingvistică a localității Komarîn
     Ucraineană (99,6%)
     Alte limbi (0,4%)
Conform recensământului din 2001, majoritatea populației localității Komarîn era vorbitoare de ucraineană (99,6%), existând în minoritate și vorbitori de alte limbi.